# Ленгово (Зеленогурський повіт)
Ленгово (пол. Łęgowo, нім. Lang Heinersdorf) — село в Польщі, у гміні Сулехув Зеленогурського повіту Любуського воєводства.
Населення — 288 осіб (2011).
У 1975-1998 роках село належало до Зеленогурського воєводства.

## Демографія
Демографічна структура станом на 31 березня 2011 року:
|          | Загалом | Допрацездатний вік | Працездатний вік | Постпрацездатний вік |
| -------- | ------- | ------------------ | ---------------- | -------------------- |
| Чоловіки | 145     | 25                 | 112              | 8                    |
| Жінки    | 143     | 24                 | 90               | 29                   |
| Разом    | 288     | 49                 | 202              | 37                   |